# Condecoración de Honor General (Prusia)

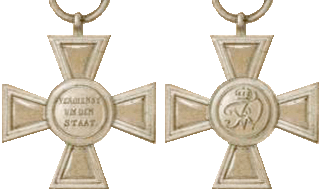
Condecoración de Honor General, 1ª Clase, diseño de 1814.

La Condecoración de Honor General (en alemán: Allgemeines Ehrenzeichen) fue una condecoración de Prusia. La condecoración traza sus orígenes a las condecoraciones establecidas en 1793 por el rey Federico Guillermo III de Prusia. Los diferentes niveles de la condecoración reconocen el mérito en tiempo de paz. Estos premios eran a menudo para conmemorar prolongado y particularmente meritorio servicio o por especial contribución para personas para las que no era apropiado asignarles una orden debido a su rango. En general, los condecorados eran oficiales o funcionarios de niveles inferiores o medios.

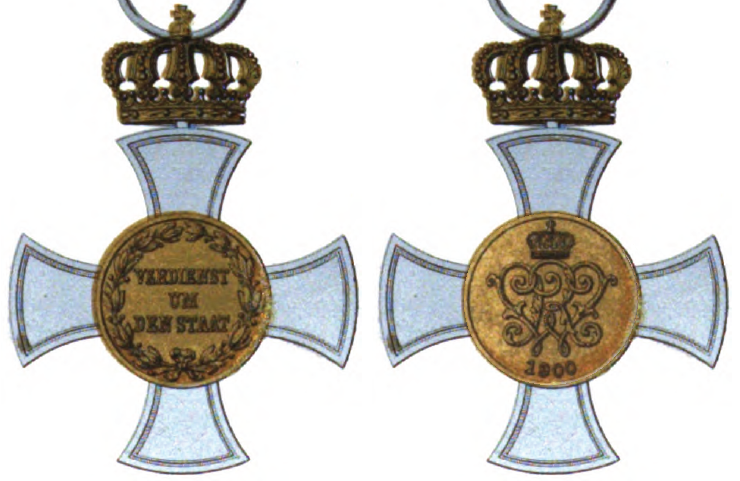
Cruz de la Condecoración de Honor General, 1900.

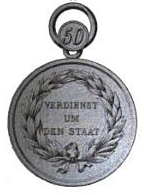
Condecoración de Honor General, 2ª Clase, con escudo del 50.º anviersario.

La Condecoración de Honor General originalmente consistía de una medalla en oro para la Primera Clase y en plata para la Segunda Clase. Después de 1814, la medalla de oro fue descontinuada siendo remplazada por una cruz de plata para la Primera Clase. En enero de 1830, la cruz pasó a ser la Cuarta Clase de la Orden del Águila Roja, dejando solo la medalla de plata como premio. En 1890, una medalla de oro fue restablecida para el nivel de clase superior. En 1900, la medalla de oro fue remplazada por una Cruz de Honor, que fue entregada junto con la Medalla de Segunda Clase, y una Medalla de Tercera Clase en bronce establecida en 1912, hasta la caída de Prusia en 1918.